# Cmentarz Les Champeaux w Montmorency

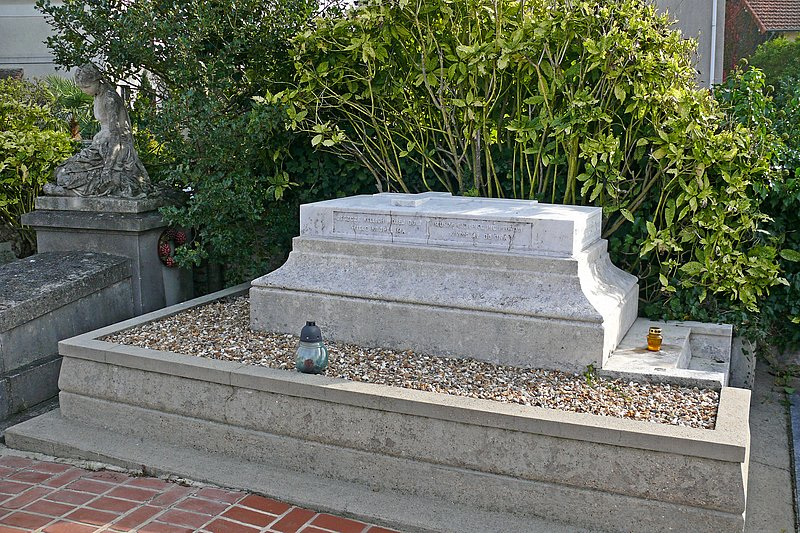
Grób Delfiny Potockiej

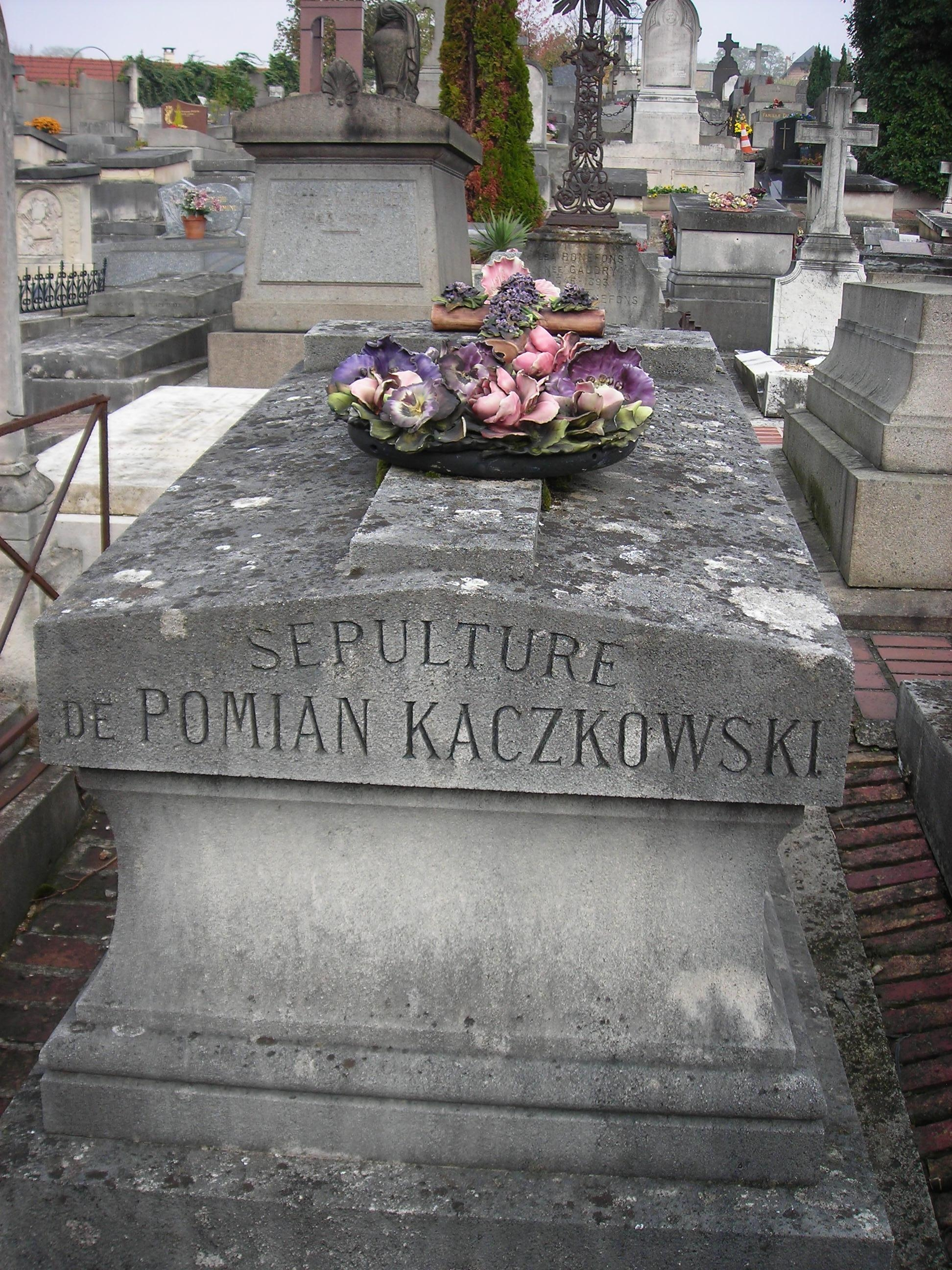
Nagrobek Zygmunta Kaczkowskiego

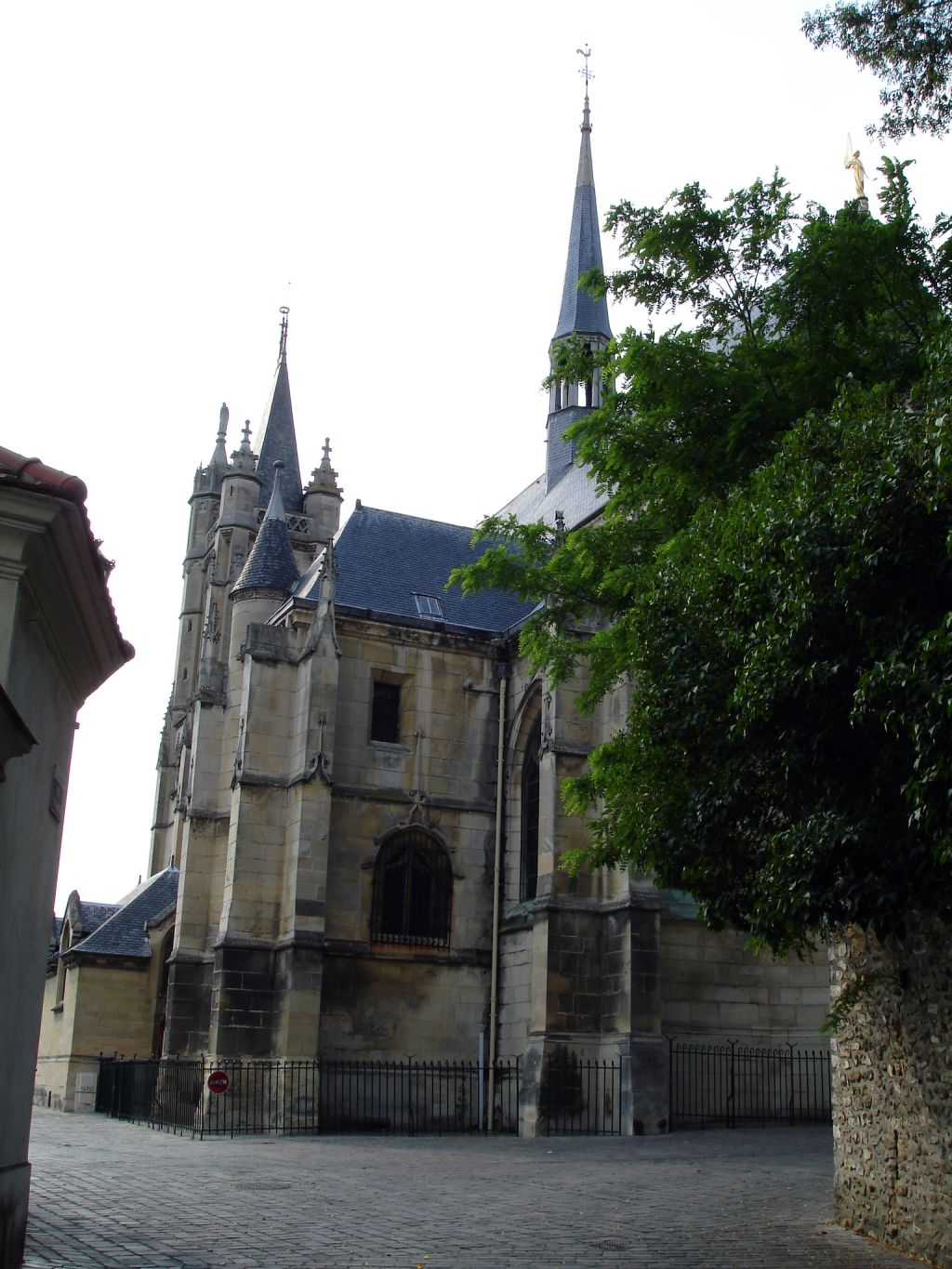
Kolegiata św. Marcina w Montmorency

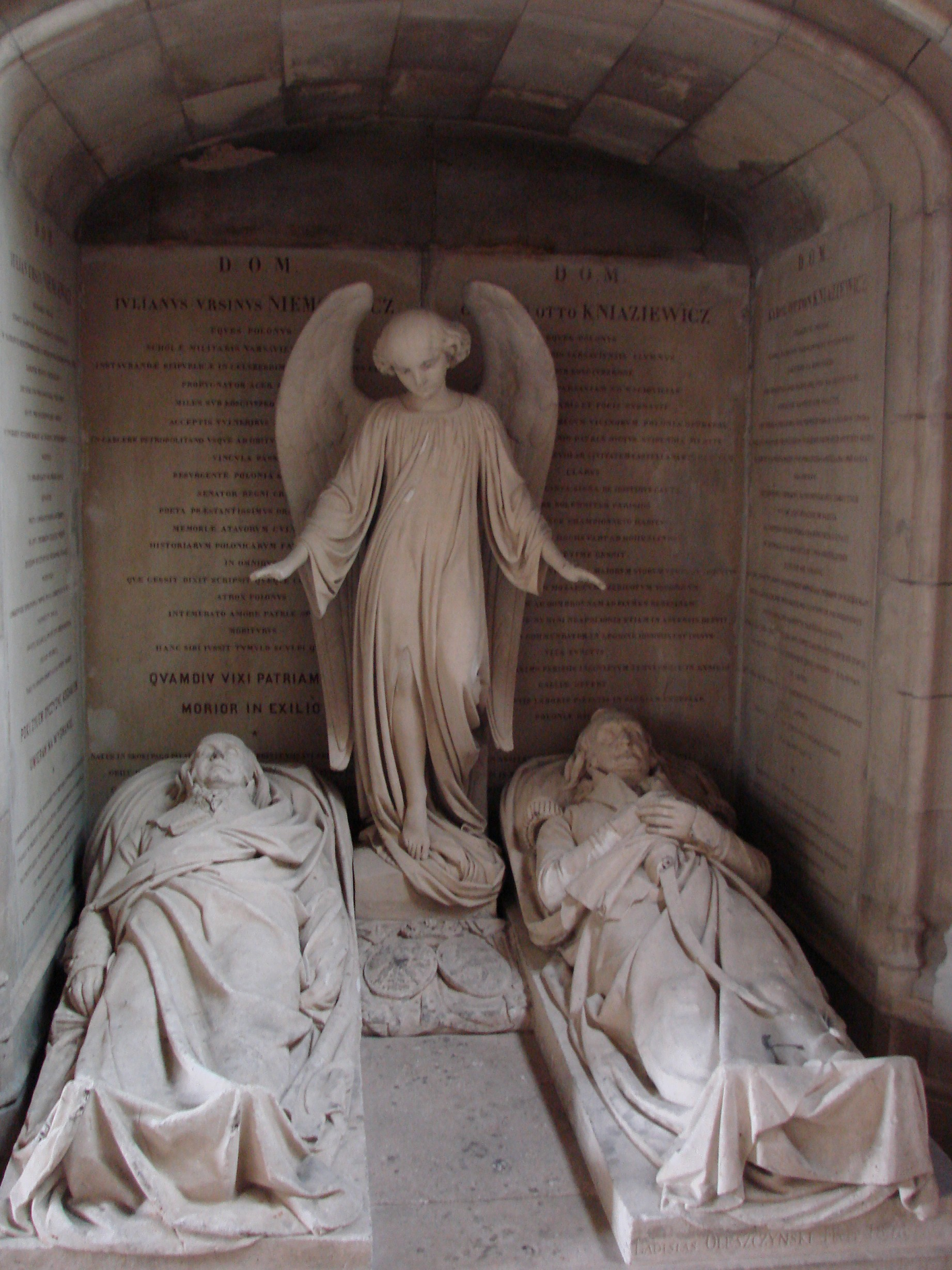
Rzeźba epitafijna polskich emigrantów Niemcewicza i Kniaziewicza dłuta Władysława Oleszczyńskiego z 1848 w kolegiacie św. Marcina

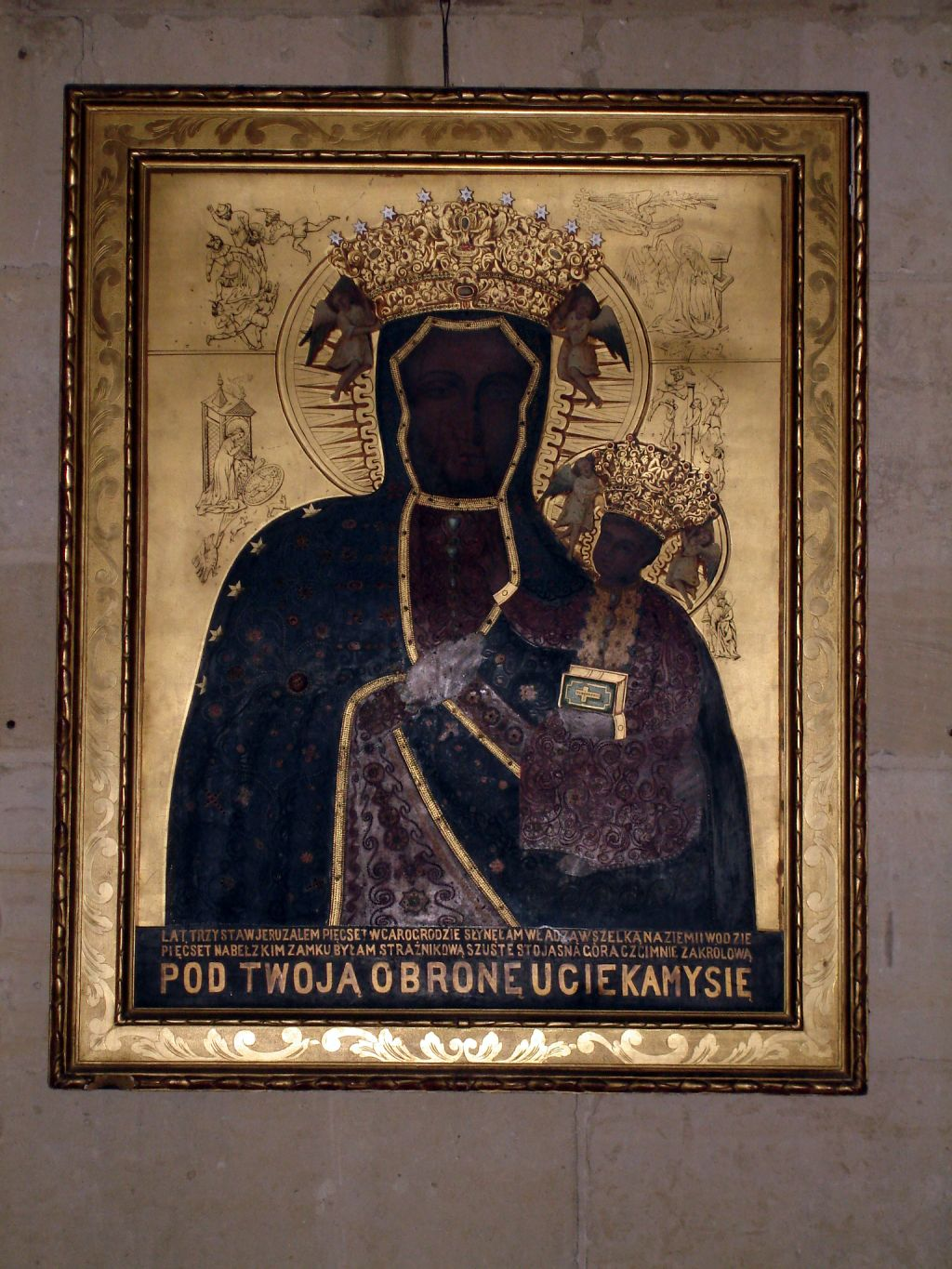
Obraz Matki Boskiej Częstochowskiej w kolegiacie

Cmentarz Les Champeaux w Montmorency (stary cmentarz w Montmorency) – największa polska nekropolia we Francji, nazwana też panteonem polskiej emigracji. Współcześnie zachowało się w Montmorency 276 grobów, co stanowi znaczącą część wszystkich koncesji na tym niewielkim cmentarzu.

## Historia
Montmorency to niewielka miejscowość położona w północno-wschodniej części regionu paryskiego, oddalona od stolicy o kilkanaście kilometrów, o licznych walorach klimatyczno-krajobrazowych.

### Wielka Emigracja
Pierwszym, który odkrył dla Polaków okolice Montmorency był chory na gruźlicę Maurycy Mochnacki, następnie sędziwy już weteran wojen napoleońskich generał Karol Kniaziewicz. On też przyciągnął tutaj swego przyjaciela Juliana Ursyna Niemcewicza. Bywali tu również na wakacjach Adam Mickiewicz, książę Adam Czartoryski, Delfina Potocka, Fryderyk Chopin i wielu innych. Zauroczenie miejscem spowodowało, że obaj przyjaciele podjęli decyzję, aby ich doczesne szczątki spoczęły właśnie w Montmorency. Pierwszy zmarł Julian Ursyn Niemcewicz (1841), Kniaziewicz zaraz po nim (1842). W ten oto sposób na cmentarzu Champeaux pojawiły się pierwsze polskie nagrobki, dając początek 170-letniej tradycji polskich pochowków.
Od sprowadzenia w 1856 roku zwłok zmarłego w Stambule Adama Mickiewicza i przeniesienia z Père-Lachaise szczątków jego żony Celiny, cmentarz Montmorency stawał się z upływem czasu namiastką panteonu narodowego emigracji. Początkowo przeważały tu pogrzeby osób z kręgu księcia Adama i obozu Hotelu Lambert. Spoczął tutaj sam książę Adam Czartoryski z rodziną, a także najbliższy jego współpracownik hrabia Władysław Zamoyski.
Od końca XIX w. Montmorency stawało się coraz częściej miejscem pochowków polskiej inteligencji, przedstawicieli wolnych zawodów, duchowieństwa, ludzi kultury, arystokracji czy osób twórczych, znanych i znaczących, których działalność wyraźnie odcisnęła się na obliczu polskiego życia na emigracji i jednocześnie podtrzymywała sprawę polską w czasach niewoli. Cmentarz w Montmorency stał się namiastką narodowej nekropolii na wychodźstwie na wzór dziewiętnastowiecznych wawelskich pochówków.
Są tu też groby zbiorowe. Jeden z nich przyjął szczątki Cypriana Kamila Norwida.
Zasłużeni dla polskiego życia na emigracji spoczywają w grobach zbiorowych działającego od 1832 roku Towarzystwa Historyczno-Literackiego w Paryżu i Polskiej Misji Katolickiej.

### XX wiek
Po II wojnie światowej cmentarz zapełniał się grobami uczestników polskiego i francuskiego ruchu oporu, wojskowych, więźniów obozów oraz tych, którzy na zmiany polityczne w Polsce i podzielonej „żelazną kurtyną” Europie odpowiedzieli trwaniem na emigracji.

### Mur pamięci
W 1970 roku na odcinku jednego z murów stworzono ścianę pamięci. Istniejące na niej już wcześniej tablice, przypominające wkład polskiego żołnierza i polskich formacji na terenie Francji i zachodzie Europy w dzieło zwycięstwa nad hitleryzmem, uporządkowano, uzupełniono i nadano im oprawę plastyczną. Druga grupa tablic mówi o zesłańczym losie Polaków na Wschodzie, o sowieckich łagrach i tragicznych wydarzeniach na Wołyniu w 1943 roku. Nawiązaniem do tego jest złożona u podnóża ściany urna z ziemią z Katynia, miejsca zbrodni na tysiącach polskich oficerów w 1940 roku.
Wprowadzony w 1981 roku w Polsce stan wojenny spowodował, że znów pojawiła się nad Sekwaną kolejna fala emigrantów. Właśnie tutaj dawali wyraz przywiązania do idei Sierpnia 1980 roku.
Znajduje się tu również tablica z napisem po francusku: „Narodowi polskiemu, który ofiarował tak wiele swoich dzielnych dzieci Francji – wdzięczne miasto Montmorency i departament Val-d’Oise”.

## Polacy pochowani na Cmentarzu
Od XIX wieku na cmentarzu pochowano kilkuset Polaków, m.in.:
- Józef Babiński – lekarz polskiego pochodzenia, neurolog
- Stanisław Barzykowski – członek Rządu Narodowego Królestwa Polskiego w czasie powstania listopadowego, poseł z powiatu ostrołęckiego na Sejm 1825 roku i sejm 1830–1831 roku, pamiętnikarz
- Kunegunda Białopiotrowiczowa – publicystka, powieściopisarka, poetka, działaczka społeczna i emigrantka
- Bolesław Biegas – rzeźbiarz
- Olimpia Bielajew – konspiratorka sprzed powstania styczniowego, działaczka Komitetu Polskiego i kurierka Rządu Narodowego
- Kazimierz Biesiekierski – major saperów inżynier Wojska Polskiego II RP
- Kazimierz Błociszewski – historyk, powstaniec 1848 roku
- Tadeusz Błociszewski – pedagog, powstaniec 1848 roku, prezes Instytucji Czci i Chleba
- Hipolit Błotnicki – literat, poeta i tłumacz
- Edward Borowski – dyplomata, genealog
- Olga Boznańska – malarka
- Feliks Breański – generał w powstaniu styczniowym, pułkownik armii królestwa Sardynii, generał służby tureckiej
- Karol Brzostowski – reformator społeczny, właściciel ziemski
- Ludwik Bystrzonowski – działacz Wielkiej Emigracji, generał turecki, pułkownik powstania węgierskiego 1848, dyplomata turecki i emigracyjny
- Jan Chalecki (prawdopodobnie) – generał w czasie powstania styczniowego, generał-major armii Imperium Rosyjskiego, najstarszy stopniem z dowódców polskich, służących w szeregach powstańczych[3]
- Józef Chamiec – poeta, emigrant
- Stefan Du Chateau – architekt mieszkający i tworzący we Francji
- Aleksander Chodźko – poeta
- Czesław Chowaniec – historyk i bibliotekarz
- Marian Czarnecki – pułkownik, założyciel i prezes Stowarzyszenia Polskich Kombatantów we Francji, pracownik Radia Wolna Europa[4]. Jego prochy zostały w 2011 roku przeniesione na Cmentarz Wojskowy na Powązkach
- Henryk Dembiński – gubernator wojskowy Warszawy w okresie powstania listopadowego
- Wiesław Domaniewski – wybitny działacz Organizacji Młodzieży Narodowej[5]
- Jerzy Drobnik – dziennikarz związany z obozem narodowym, jeden ze współtwórców i przywódców Związku Młodych Narodowców
- Seweryna Duchińska – poetka, publicystka, tłumaczka, członek honorowy Towarzystwa Muzeum Narodowego Polskiego w Rapperswilu od 1894 roku
- Franciszek Henryk Duchiński – etnograf i historyk, działacz emigracyjny
- Wacław Gasztowtt – literat, pedagog, emigrant
- Janusz Gąsiorowski – generał brygady WP
- Józef Stefan Giedroyć – pułkownik
- Cyprian Godebski – rzeźbiarz
- Maria Gorecka – córka Adama Mickiewicza, tłumaczka i autorka wspomnień, działaczka filantropijna
- Antoni Gorecki – poeta, satyryk i bajkopisarz, powstaniec listopadowy i uczestnik wojen napoleońskich
- Ludwik Gorecki – lekarz
- Tadeusz Gorecki – malarz portrecista, zięć Adama Mickiewicza
- Karol Grabowski – działacz emigracyjny
- Wacław Grzybowski – psycholog i dyplomata, założyciel Unii Narodowo-Państwowej
- Konstanty Henszel – cywilny naczelnik powiatu lidzkiego w powstaniu styczniowym, lekarz, działacz narodowy, społeczny i emigracyjny
- Maksymilian Hertel – poeta i inżynier, uczestnik powstania styczniowego i działacz emigracji we Francji
- Michał Hube – referendarz Rady Stanu
- Józef Jaklicz – legionista, zastępca Szefa Sztabu Głównego Wojska Polskiego, zastępca Szefa Sztabu Naczelnego Wodza w kampanii wrześniowej 1939 r., dowódca piechoty dywizyjnej 3. Dywizji Piechoty w kampanii francuskiej 1940 r., następnie dowódca Wojska Polskiego we Francji i szef ewakuacji z Francji do Wielkiej Brytanii, zaś po wojnie skarbnik Towarzystwa Historyczno-Literackiego w Paryżu[6]
- Augustyn Jakubisiak – ksiądz, profesor filozofii
- Eustachy Januszkiewicz – pisarz, wydawca, publicysta i księgarz
- Teodor Jełowicki – sekretarz gubernialny kijowski, marszałek powiatu humańskiego
- Zygmunt Kaczkowski – powieściopisarz i poeta, działacz narodowowyzwoleńczy
- Maria Kasterska – pisarka, doktor literatury francuskiej
- Karol Otto Kniaziewicz – uczestnik insurekcji kościuszkowskiej, jeden z dowódców Legionów Polskich we Włoszech, działacz emigracyjny
- Szymon Konarski – ekonomista, heraldyk i genealog
- Tomasz Konarski – generał brygady kawalerii wojsk polskich w powstaniu listopadowym
- Stanisław Kunatt – ekonomista, publicysta
- Wanda Władysława Ładzina – działaczka społeczna i polityczna, pisarka, publicystka, poseł na Sejm RP I kadencji z ramienia Związku Ludowo-Narodowego
- Stanisław Lam – wydawca, publicysta, encyklopedysta, krytyk i historyk literatury
- Jerzy Stefan Langrod – prawnik, specjalista w dziedzinie prawa administracyjnego, nauki organizacji i zarządzania oraz prakseologii
- Zbigniew Laskowski – lekarz wojskowy
- Henryk Lasocki – uczestnik powstania 1848 roku, członek Towarzystwa Demokratycznego Polskiego w Metz w 1848 roku
- Tadeusz Makowski – malarz
- Jan Matyasik – dziennikarz, publicysta Chrześcijańskiej Demokracji
- Feliks Michałowski – lekarz, powstaniec 1830 roku, emigrant, demokrata
- Adam Mickiewicz – pochowany tu w 1856 roku, zwłoki sprowadzone ze Stambułu. Prochy poety przeniesiono w 1890 roku na Wawel, ostatecznie spoczął w Kryptcie Wieszczów Narodowych na Wawelu
- Władysław Mickiewicz – syn i biograf Adama Mickiewicza, tłumacz, publicysta
- Celina Mickiewiczowa – żona Adama Mickiewicza. Jej zwłoki przeniesiono tutaj po ekshumacji z Cmentarza Père-Lachaise. Grobowiec rodziny Mickiewiczów istnieje do dziś
- Jerzy Henryk Mond – prawnik, dziennikarz i politolog
- Bolesław Motz – lekarz, działacz polityczny na emigracji, senator RP
- Wiktor Niedźwiedzki – powstaniec 1831, emigrant
- Julian Ursyn Niemcewicz – dramaturg, powieściopisarz, poeta, pamiętnikarz. Jego pogrzeb w maju 1841 roku był pierwszym polskim pogrzebem na tym cmentarzu
- Jerzy Nomarski – fizyk, optyk i konstruktor, wykładowca w paryskiej École supérieure d'optique (Wyższej Szkole Optyki)
- Cyprian Kamil Norwid – poeta zmarł w 1883 roku w kościelnym przytułku w Ivry pod Paryżem i tam został pochowany, ale po pięciu latach wygasła licencja na zachowanie nagrobka, więc szczątki przeniesiono do tutejszej zbiorowej mogiły polskiej. W 2001 roku urnę z ziemią z grobu przeniesiono do Krypty Wieszczów Narodowych na Wawelu
- Antoni Oleszczyński – artysta grafik, autor miedziorytów i stalorytów
- Władysław Oleszczyński – rzeźbiarz
- Tomasz August Olizarowski – dramatopisarz
- Władysław Ordęga – dyplomata
- Wiktor Osławski – powstaniec listopadowy, mecenas nauki i sztuki, kolekcjoner dzieł sztuki, filantrop
- Helena Paderewska – działaczka społeczna, żona kompozytora i premiera Ignacego Paderewskiego
- Alfred Paderewski – syn Ignacego Paderewskiego[7]
- Tadeusz Pajor – księgarz
- Roman Palester – kompozytor, od 1947 przebywający i tworzący na emigracji
- Józef Pankiewicz – malarz i grafik, pedagog
- Władysław Pańczak – dziennikarz lwowski aktywny w okresie międzywojennym oraz w czasie II wojny światowej
- Bronisław Piłsudski – polski etnograf, badacz kultury Ajnów, starszy brat Józefa
- Zofia Piotrowska – pedagog, historyk literatury
- Władysław Pobóg-Malinowski – oficer artylerii Wojska Polskiego, historyk
- Władysław Poniński – działacz emigracyjny, prezes Związku Polskich Kawalerów Maltańskich
- Leon Postawka – ksiądz, działacz narodowy i społeczny, pamiętnikarz
- Delfina Potocka – przyjaciółka m.in. Zygmunta Krasińskiego
- Klaudyna Potocka – opiekunka powstańców listopadowych, twórczyni instytucji dobroczynnej „Czci i chleba” opiekującej się emigrantami
- Edward Pożerski – lekarz i autor książek kucharskich, polskiego pochodzenia
- Andrzej Prus-Bogusławski – oficer, cichociemny, dziennikarz, pisarz, autor książek historycznych
- Franciszek Jan Pułaski – historyk, historyk literatury, polityk i dyplomata
- Jan Nepomucen Rayski – powstaniec 1848 i 1863, emigrant, przemysłowiec, pisarz, publicysta
- Bolesław Rubach – powstaniec 1863 roku, działacz emigracyjny

- Józef Rutejko – pedagog, bibliotekarz, emigrant
- Aleksander Rycerski – malarz i konserwator obrazów
- Adam Rzążewski – historyk literatury, pisarz, publicysta, krytyk literacki
- Adam Sienkiewicz – dyplomata
- Karol Sienkiewicz – poeta, historyk, działacz społeczno-polityczny, współtwórca Biblioteki Polskiej w Paryżu
- Robert Sienkiewicz – pułkownik armii włoskiej
- Władysław Sienkiewicz – bankowiec, działacz społeczny we Francji
- Kazimierz Sosnkowski – Naczelny Wódz Polskich Sił Zbrojnych w czasie II wojny światowej. Urnę z jego prochami sprowadzono w 1992 roku do warszawskiej archikatedry św. Jana
- Wojciech Sowiński – pianista, kompozytor i publicysta muzyczny
- Artur Stępiński – działacz emigracyjny, inżynier dróg i mostów, nauczyciel
- Aleksander Stryjeński – oficer, inżynier wojskowy i cywilny, kartograf
- Władysław Alojzy Strzembosz – bibliotekarz, bibliograf i bibliofil, kolekcjoner rycin, publicysta, działacz emigracyjny
- Zdzisław Szczyt-Niemirowicz – ekonomista, menedżer, dyrektor Komitetu do spraw Badań Przestrzeni Kosmicznej – COSPAR w Paryżu, powstaniec warszawski
- Józef Szermentowski – malarz pejzażysta
- Stanisław Szewalski – pułkownik artylerii Wojska Polskiego
- Kazimierz Szwykowski – lekarz, powstaniec listopadowy
- Stanisław Szydłowski – dyplomata, działacz na uchodźstwie
- Antoni Szymański – powstaniec listopadowy, emigrant, historyk
- Józef Tański – oficer wojsk polskich, publicysta francuski
- Józef Turczyński – pianista, pedagog i edytor dzieł Fryderyka Chopina
- Aleksander Wat – pisarz i poeta
- Paulina Wat – pisarka, tłumaczka, wydawczyni spuścizny męża, poety Aleksandra Wata
- Wanda Wolska-Conus – historyk, bizantynolog, filolog klasyczny, mecenas kultury
- Janusz Woronicz – działacz Wielkiej Emigracji, publicysta, teoretyk polskiego monarchizmu
- Kazimierz Roman Woźnicki – literat, publicysta, działacz emigracyjny, dyplomata, bibliotekarz
- Józef Wyrwa – dowódca oddziału partyzanckiego AK, Hubalczyk
- Tadeusz Wyrwa – historyk, pisarz emigracyjny[8]
- Zygmunt Lubicz-Zaleski – historyk literatury, krytyk, tłumacz, poeta i publicysta
- Władysław Zamoyski – generał wojsk polskich w powstaniu styczniowym
- Gustaw Zieliński – poseł na sejm II RP, działacz niepodległościowy i społeczny
- Włodzimierz Zieliński – major Wojska Polskiego, weteran Legionów, konsul RP w Paryżu
- Władysław Żeleński – prawnik, historyk i publicysta
- Kazimierz Żółtowski (1905–1970).

## Kolegiata św. Marcina
Obok cmentarza drugim miejscem związanym z Polakami w Montmorency jest kolegiata św. Marcina o średniowiecznej metryce. Początkowo wypoczywający w okolicy Polacy przybywali tu na msze i nabożeństwa. Z czasem pojawiły się msze, które miały bardziej zorganizowany i narodowy charakter, a intencje przypominały wydarzenia z przeszłości lub zasłużone osoby. Do dziś zachowała się w kościele dziewiętnastowieczna tablica informująca o wieczystych intencjach mszalnych, np. za duszę Adama i Celiny Mickiewiczów czy Polaków zmarłych na Syberii od 1865 roku.
Przy ołtarzu znajduje się podarowana w XIX w. kopia obrazu Matki Boskiej Częstochowskiej, na ścianach naw umocowano tablice poświęcone przywódcy Wielkiej Emigracji księciu Adamowi Jerzemu Czartoryskiemu (z popiersiem) oraz jego żonie Annie Zofii z Sapiehów Czartoryskiej (prochy obojga przeniesiono w 1865 roku do Sieniawy na Podkarpaciu, gdzie zostały złożone w rodowej krypcie).
Ale najważniejszym akcentem jest ulokowany w bocznej kaplicy pomnik-mauzoleum dwóch przyjaciół złączonych w wieczystym śnie – generała Karola Ottona Kniaziewicza i Juliana Ursyna Niemcewicza. Powstał on w 1850 roku z funduszy księcia Adama i składek rodaków, zrealizowany przez Władysława Oleszczyńskiego, znanego z realizacji innych projektów i pomników nagrobnych w Paryżu i okolicach.

## Pielgrzymki
Od 1843 roku Montmorency jest celem pielgrzymek Polaków, które odbywają się corocznie w maju lub czerwcu. Uroczystość rozpoczyna się od żałobnej mszy świętej za wszystkich Polaków zmarłych na wygnaniu, z patriotycznym kazaniem po francusku i hymnem „Boże, coś Polskę”, po czym pochód ze sztandarami przechodzi przez miasto, od kościoła na cmentarz, aby złożyć kwiaty na grobach zasłużonych i wziąć udział w kweście na konserwację nagrobków.
Pielgrzymki te urządza Towarzystwo Historyczno-Literackie w Paryżu, mając ten obowiązek wpisany do statutu. Pielgrzymki odbywały się również w czasie niemieckiej okupacji Francji podczas II wojny światowej, wtedy msze miały charakter półjawny. W 1934 roku pielgrzymkę na cmentarz i do kolegiaty prowadził prymas Polski kardynał August Hlond, w 1982 roku – po wprowadzeniu stanu wojennego w Polsce – w odruchu polsko-francuskiej solidarności – arcybiskup, metropolita Paryża, kardynał Jean-Marie Lustiger, a w 1998 roku – prezes Stowarzyszenia „Wspólnota Polska” w Warszawie, prof. Andrzej Stelmachowski.

## Renowacja polskich nagrobków
W latach 2007 i 2008 nauczyciele i uczniowie Zespołu Państwowych Szkół Plastycznych im. Józefa Szermentowskiego w Kielcach dokonali renowacji 21 nagrobków wybitnych Polaków, pochowanych na cmentarzu w Montmorency. Prace prowadzone były na zlecenie Rady Ochrony Pamięci Walk i Męczeństwa w porozumieniu z Towarzystwem Opieki nad Polskimi Zabytkami i Grobami Historycznymi we Francji.
Przeprowadzono renowację następujących nagrobków mniej znanych Polaków:
1. B 890 – grób zbiorowy Towarzystwa Historyczno-Literackiego
2. B 894 – Caroline Giedroyć
3. B 893 – Kunegunde Giedroyć
4. B 870 – Romuald X. Giedroyć
5. C 759 – rodzina Bohomolec / Sienkiewicz
6. B 102 – Justin Ostrowski
7. C 737 – rodzina Jurjewicz
8. C 738 – Wojciech Sowiński
9. C 739 – Antoni Oleszczyński
10. B 803 – rodzina Góreckich
11. C 749 – rodzina Stryjeńskich
12. D 443 – rodzina Szermentowskich
13. 730 – Stodułkiewicz
14. 618 – Sienkiewicz
15. 497 – Chamiec-Jaxa
16. 668 – Podhajski
17. 743 – Kosillowski
18. 671 – Byszewski-Starza
19. 637 – Lasocki
20. 670 – Mazewski
21. 433 – Myrton-Michalski